# Tatort: Lockruf
Lockruf ist ein Fernsehfilm aus der Fernseh-Kriminalreihe Tatort der ARD und des ORF. Der Film wurde vom WDR produziert und am 2. Juli 1978 zum ersten Mal gesendet. Es ist die 89. Folge der Tatort-Reihe, der 14. Fall für Kommissar Haferkamp (Hansjörg Felmy) und seinen Assistenten Kreutzer (Willy Semmelrogge).

## Handlung
Der erfolgreiche Architekt Peter Huck trifft sich mit seiner Geliebten Simone Karelus in seinem Wochenendhaus an einem See im Wald im Bergischen Land. Seiner Frau hat Huck gesagt, er müsse geschäftlich nach Frankfurt am Main reisen und würde dort im Hotel Schweizer Hof absteigen. Mit dem Hotelportier Hartung hat er ausgemacht, dass dieser ihn im Wochenendhaus anruft, falls Frau Huck nach ihrem Mann fragen sollte.
Helga Huck pflanzt in ihrem Garten ein paar Bäumchen. Als sie durch ein Telegramm erfährt, dass ihr Mann einen Architektur-Wettbewerb gewonnen hat, ruft sie im Hotel an. Der Portier teilt ihr mit, Huck sei eben erst fortgegangen. Der Portier verständigt Huck im Wochenendhaus und dieser ruft seine Frau zurück. Während des Gesprächs hört Frau Huck im Hintergrund eine Amsel singen. Später will sie die restlichen Bäumchen in der Nähe des Wochenendhauses pflanzen. Dort sieht sie ihren Mann mit seiner Geliebten.
Heiko, der Sohn der Hucks, hat vor Kurzem Sabine Knoop in einer Kneipe kennengelernt. Sabine ist aus dem Fürsorgeheim ausgerissen und haust in einer leerstehenden, kalten Hütte am Bahndamm. Heiko bietet ihr an, sie im Wochenendhaus seiner Eltern einzuquartieren und dort ein paar schöne Tage mit ihr zu verbringen. Heiko lässt Sabine im Wochenendhaus zurück und geht im nahegelegenen Dorf einkaufen.
Am selben Tag reist Peter Huck erneut geschäftlich nach Frankfurt. Seine Frau glaubt, dass er sich wieder mit der Geliebten im Wochenendhaus trifft. Sie fährt in den Wald hinaus und sieht Sabine von Weitem. Frau Huck glaubt, es handele sich um die Geliebte ihres Mannes, und erschießt Sabine mit einem Jagdgewehr. Als Heiko zurückkommt, sieht er das Gewehr vor dem Haus liegen, aber von Sabine gibt es vorerst keine Spur. Er stellt das Gewehr nichtsahnend zurück in den Waffenschrank und geht dann auf die Suche nach Sabine. Er findet sie tot im Wald. Daraufhin gerät er in Panik und versucht alle Spuren von sich und Sabine im Wochenendhaus zu beseitigen.
Die Leiche wird am nächsten Tag gefunden. Kommissar Haferkamp ermittelt, dass Sabine mit Heiko im Wochenendhaus war und nimmt Heiko fest, obwohl er seine Unschuld beteuert. Um seinen Sohn zu schützen, gesteht daraufhin Peter Huck den Mord. Heiko wird freigelassen, sein Vater wird festgenommen. Nachdem Frau Huck erfährt, die Falsche erschossen zu haben, ist sie anfangs schockiert. Jedoch gelingt es ihr zunächst, ihre Täterschaft zu verbergen und findet sich sogar mit der Verhaftung ihres Ehemannes ab, da dieser durch die Verhaftung wenigstens von seiner Geliebten getrennt wird.
Kommissar Haferkamp kommt durch Zufall dem Umstand auf die Spur, dass sich auch Peter Huck mit seiner Geliebten im Wochenendhaus getroffen hatte und dass sich Simone und Sabine sehr ähnlich sehen. Er glaubte nicht so recht an Peter Hucks Geständnis, da dieser kein glaubhaftes Motiv hatte. Er vermutet, dass Frau Huck in ihrer Eifersucht versehentlich die Falsche erschossen hat, kann es aber nicht beweisen.
Heiko Huck findet im Kofferraum des Autos seiner Mutter Reste der Bäumchen und kommt darauf, dass sie diese wohl in der Nähe des Wochenendhauses pflanzen wollte. Er nimmt an, dass sie im Wald war, dort auf Sabine getroffen ist und diese möglicherweise getötet hat. Da Heiko jedoch nichts von der Liebesbeziehung seines Vaters zu Simone Karelus weiß, durchschaut er zunächst die Zusammenhänge nicht vollständig. Frau Huck erhält schließlich einen anonymen Erpresserbrief. Der Erpresser behauptet, sie beim Mord beobachtet zu haben und fordert sie auf, 2000 DM Schweigegeld am Grab von Sabine Knoop abzulegen. Frau Huck fährt zum Friedhof und legt das Geld ab. Haferkamp, der Frau Huck von den Polizisten Grabbe und Schult beschatten lässt, ist ebenfalls dort und beobachtet Heiko Huck beim Abholen des Umschlags mit dem Geld. Heiko erklärt, dass er nicht das Geld wolle, sondern nur Gewissheit. Da seine Mutter auf die Erpressung eingegangen ist, muss sie schuldig sein. Frau Huck wird festgenommen, der Fall ist gelöst.

## Hintergrund
Der Film wurde in Essen, München und dem Münchener Umland gedreht. Die Villa der Familie Huck befand sich in der Waldfriedenstraße in Grünwald. Das Haus ist mittlerweile einem Neubau gewichen. Die finale Szene auf dem Friedhof wurde auf dem evangelischen Friedhof in der Viktoriastraße in Essen-Katernberg gedreht. 
Musikalisch untermalt wird diese Tatort-Folge unter anderem durch das Lied Shine On You Crazy Diamond von Pink Floyd, dem Lied Railway Hotel von Mike Batt sowie mit einem Ausschnitt aus dem Stück Der Tod und das Mädchen, Streichquartett Nr. 14, d-moll, op. post. D 810 von Franz Schubert: 2. Satz: Andante con moto, g-Moll.

## Rezeption
Die Filmdatenbank OFDb.de urteilt so:

„Neben der eher diffusen Thematisierung von Generationskonflikten und dem Sozialchauvinismus insbesondere Helga Hucks, der der Umgang Heikos mit „einer wie Sabine“ ohnehin nicht recht gewesen wäre, ist es eben jene Sabine bzw. Schauspielerin Sonja Jeannine, die für Schauwerte sorgt: Sie konnte in diversen Sexreport- und Erotikfilmchen, aber auch im anspruchsvolleren internationalen Genrekino (...) bereits Erfahrungen sammeln und zeigt sich hier vor ihrem Rollentod oben ohne, räkelt sich nackt im Bett, und die Kamera hält jeweils drauf. Dadurch erhält dieser „Tatort“ einen nicht ungefähren Sleaze-Faktor.“